# Vrelo (Ub)
Vrelo (in serbo Врело?) è un villaggio nel comune di Ub, in Serbia. Secondo il censimento del 2011, il villaggio aveva una popolazione di 1 503 abitanti.
Uno dei nativi di Vrelo è il calciatore Nemanja Matić, che sta aiutando il suo villaggio natale in vari modi.